# Lizzy Caplan

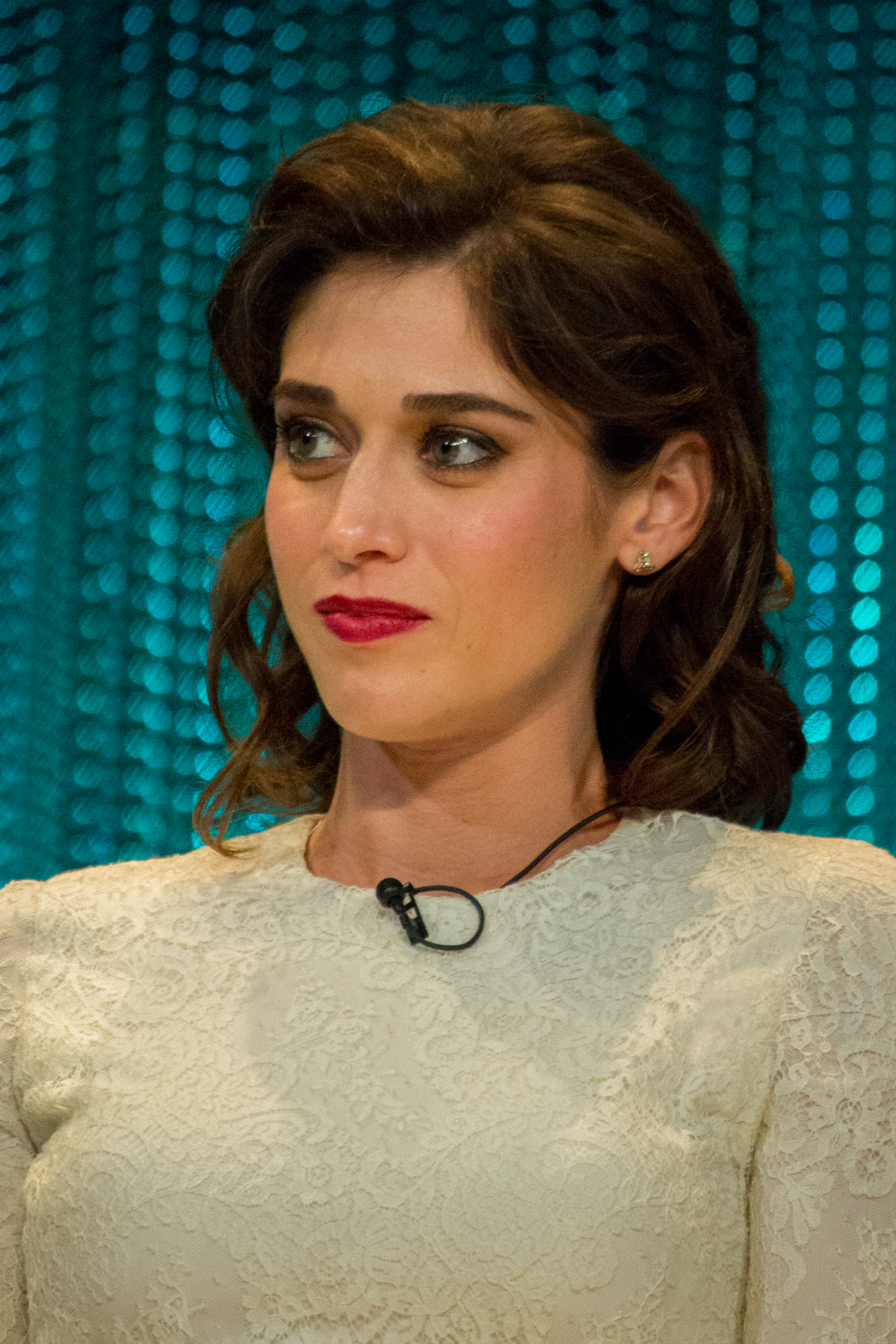
Lizzy Caplan (2014)

Elizabeth Anne „Lizzy“ Caplan (* 30. Juni 1982 in Los Angeles, Kalifornien) ist eine US-amerikanische Schauspielerin. Größere Bekanntheit erlangte sie 2008 durch ihre Rolle in dem Monsterfilm Cloverfield.

## Leben
Lizzy Caplan wuchs in einer jüdischen Familie auf. Sie besuchte die Alexander Hamilton High School in Los Angeles, wo sie an Schulproduktionen mitwirkte. Sie begann ihre Fernsehkarriere 1999, als sie die Rolle der Sara Moll in der kurzlebigen Serie Voll daneben, voll im Leben spielte. Sie hatte eine Reihe von Gastauftritten in anderen Serien und war ebenfalls Gast in Sharon Osbournes Talkshow. 2001 spielte sie das erste Mal in der Serie Smallville (Staffel 1, Folge 4 und Staffel 2, Folge 11) mit. Die Rolle der Tina Greer spielte sie noch ein weiteres Mal im Jahr 2003. 2004 erlangte sie mehr Aufmerksamkeit in der Rolle der Janis Ian im Film Girls Club – Vorsicht bissig!, wo sie neben Lindsay Lohan und Rachel McAdams spielte.
Außerdem war Caplan in der Reihe Tru Calling – Schicksal reloaded! zu sehen, mit Eliza Dushku in der Hauptrolle. Ab 2005 spielte sie in den Serien Related oder The Class; beide wurden jedoch nach einem Jahr eingestellt. 2008 gehörte sie zu den Hauptdarstellern des Films Cloverfield. Sie spielte außerdem die Nebenfigur Amy Burley in der ersten Staffel der HBO-Serie True Blood. Von 2009 bis 2010 stellte sie in der Sitcom Party Down die weibliche Protagonistin Casey Klein dar. Seit 2013 spielte sie an der Seite von Michael Sheen die Rolle der Virginia Johnson in der Showtime-Serie Masters of Sex, die ihr 2014 ihre erste Emmy-Nominierung als beste Hauptdarstellerin in einer Dramaserie einbrachte. Die Serie endete 2016. Es folgten weitere Film- und Fernsehauftritte, darunter eine Rolle in der ersten Staffel von Das Boot (2018) und seit 2019 in Truth Be Told: Der Wahrheit auf der Spur.

## Filmografie (Auswahl)

### Filme
- 2001: From Where I Sit (Fernsehfilm)
- 2002: Hardcore Action News
- 2002: Nix wie raus aus Orange County (Orange County)
- 2002: Everybody’s Doing It (Fernsehfilm)
- 2004: Girls Club – Vorsicht bissig! (Mean Girls)
- 2006: Love Is the Drug
- 2007: Crashing
- 2008: Cloverfield
- 2008: Männer sind Schweine (My Best Friend’s Girl)
- 2009: Crossing Over
- 2010: Der letzte Ritt des Ransom Pride (The Last Rites of Ransom Pride)
- 2010: Hot Tub – Der Whirlpool … ist ’ne verdammte Zeitmaschine! (Hot Tub Time Machine)
- 2010: 127 Hours
- 2012: Die Hochzeit unserer dicksten Freundin (Bachelorette)
- 2012: 3, 2, 1... Frankie Go Boom
- 2012: Marvel One-Shot: Objekt 47 (Marvel One-Shot: Item 47, Kurzfilm)
- 2012: Save the Date
- 2014: The Interview
- 2015: Die Highligen Drei Könige (The Night Before)
- 2016: Die Unfassbaren 2 (Now You See Me 2)
- 2016: Allied – Vertraute Fremde (Allied)
- 2018: Extinction
- 2022: The People We Hate at the Wedding
- 2023: Knock Knock Knock (Cobweb)

### Serien
- 1999–2000: Voll daneben, voll im Leben (Freaks and Geeks, 4 Episoden)
- 2001–2003: Smallville (2 Episoden)
- 2003: The Pitts (7 Episoden)
- 2005: Tru Calling – Schicksal reloaded! (Tru Calling, 4 Episoden)
- 2005–2006: Related (19 Episoden)
- 2006–2009: American Dad (American Dad!, 5 Episoden)
- 2006–2007: The Class (19 Episoden)
- 2008: True Blood (6 Episoden)
- 2009–2010, 2023: Party Down (21 Episoden)
- 2011: Mr. Sunshine (Episode 1x09)
- 2012: New Girl (4 Episoden)
- 2013–2016: Masters of Sex (46 Episoden)
- 2017: Angie Tribeca (Episode 3x08)
- 2017: Ill Behaviour (Miniserie, 3 Episoden)
- 2017: I’m Sorry (Episode 1x05)
- 2018: Das Boot (8 Episoden)[1]
- 2019–2020: Truth Be Told: Der Wahrheit auf der Spur (Truth Be Told)
- 2019: Castle Rock (10 Episoden)
- 2021–2022: Inside Job  (18 Episoden)
- 2022: Fleishman is in Trouble (Miniserie, 8 Episoden)
- 2023: Eine verhängnisvolle Affäre (Fatal Attraction, 8 Episoden)
- 2025: Zero Day (Miniserie)

## Nominierungen und Auszeichnungen
- 2008: Nominierung für den Saturn Award in der Kategorie Beste Nebendarstellerin für Cloverfield
- 2010: Nominierung für den Teen Choice Award in der Kategorie Choice Movie Actress: Comedy für Hot Tub – Der Whirlpool … ist ’ne verdammte Zeitmaschine
- 2013: Nominierung für den Satellite Award in der Kategorie Beste Darstellerin in einer Serie – Drama für Masters of Sex
- 2014: Nominierung für den Satellite Award in der Kategorie Beste Darstellerin in einer Serie – Drama für Masters of Sex
- 2014: Nominierung für den Critics’ Choice Television Award in der Kategorie Beste Hauptdarstellerin in einer Dramaserie für Masters of Sex
- 2014: Nominierung für den Emmy in der Kategorie Beste Hauptdarstellerin in einer Dramaserie für Masters of Sex
- 2023: Nominierung für den Emmy in der Kategorie Beste Hauptdarstellerin in einer Miniserie oder Fernsehfilm für Fleishman Is in Trouble